# Oxalis phloxidiflora
Oxalis phloxidiflora är en harsyreväxtart som beskrevs av Schlechter. Oxalis phloxidiflora ingår i släktet oxalisar, och familjen harsyreväxter. Inga underarter finns listade i Catalogue of Life.